# Claudia Stef
Claudia Nicoleta Stef, geboren als Claudia Iovan (Craiova, 25 februari 1978) is een Roemeense snelwandelaarster. Ze nam eenmaal deel aan de Olympische Spelen, maar won bij die gelegenheid geen medaille.
In 1996 werd ze derde op het WK junioren op het onderdeel 5000 m snelwandelen. In 1997 werd ze op dezelfde afstand Europees junioren kampioene. Op het EK 1998 behaalde ze met 44.10 een twaalfde plaats op het 10 km snelwandelen. In 1999 won Claudia Iovan de 10 km op de Universiade en op het WK 20 km snelwandelen in Sevilla elfde.
Op 30 januari 1999 behaalde ze op het 3000 m snelwandelen een nieuw wereld indoorrecord met een tijd van 11.40,33. Deze prestatie werd in 2003 door de Ierse Gillian O'Sullivan met 11.35,34 verbroken, maar dit record werd niet officieel erkend. Op 20 mei 2000 werd Claudia Iovan positief bevonden op een dopingtest en voor twee jaar geschorst.
Op het EK 2002 werd Claudia Iovan vijfde op de 20 km in 1:29.57. Dezelfde plaats behaalde ze op het WK 2003 in Parijs. Hier liep ze haar persoonlijk record van 1:29.09. Twee jaar later op het WK 2005 in Helsinki werd ze met 1:30.07 achtste. Op het EK 2006 in Göteborg werd ze met 1:29.27 vijfde.
Op de Olympische Zomerspelen 2012 in Londen behaalde ze met een tijd van 1:33.56 een 38e plaats.

## Titels
- Roemeens kampioene 10 km snelwandelen - 1998, 2003, 2004
- Europees kampioene 20 km snelwandelen (onder 23 jaar) - 1999
- Europees kampioene junioren 5000 m snelwandelen - 1997

## Persoonlijke records
Outdoor
| Onderdeel             | Prestatie | Datum             | Plaats     |
| --------------------- | --------- | ----------------- | ---------- |
| 3.000 m snelwandelen  | 12.57,59  | 15 juli 2007      | Metz       |
| 5.000 m snelwandelen  | 20.29,63  | 19 juni 1999      | Istanboel  |
| 10.000 m snelwandelen | 43.51,7   | 24 mei 1997       | Boekarest  |
| 10 km snelwandelen    | 42.35     | 15 september 2002 | Alba Iulia |
| 20 km snelwandelen    | 1:27.41   | 5 juni 2004       | A Coruña   |

Indoor
| Onderdeel           | Prestatie | Datum     | Plaats          |
| ------------------- | --------- | --------- | --------------- |
| 3000 m snelwandelen | 11.40,33  | Boekarest | 30 januari 1999 |

## Palmares

### 5000 m snelwandelen
- 1996:  WK junioren - 21.57,11
- 1997:  EK junioren

### 10 km snelwandelen
- 1997: 34e Wereldbeker - 45.03

### 20 km snelwandelen
- 1999: 6e Wereldbeker - 1:29.39
- 1999: 11e WK - 1:33.46
- 2002: 5e EK - 1:29.57
- 2002: 6e Wereldbeker - 1:30.05
- 2003: 5e WK - 1:29.09
- 2004: 12e Wereldbeker - 1:29.40
- 2005: 8e WK - 1:30.07
- 2006: 11e Wereldbeker - 1:29.46
- 2006: 5e EK - 1:29.27
- 2007: 6e WK - 1:32.47
- 2008: 21e Wereldbeker - 1:33.19
- 2009: 23e WK - 1:36.09
- 2011: 27e WK - 1:36.55
- 2011: 12e Wereldbeker - 1:32.15
- 2012: 38e OS - 1:33.56